# 멕시코회색청서
멕시코회색청서(Sciurus aureogaster)는 다람쥐과 청서속에 속하는 설치류의 일종이다. 멕시코회색다람쥐 또는 붉은배다람쥐로도 불린다. 과테말라와 멕시코 동부, 남부 지역의 토착종이다. 미국 플로리다키스 제도에 서식하는 종은 도입종이다. 붉은배다람쥐라는 이름은 인도네시아 붉은배다람쥐(Rubrisciurus rubriventer) 또는 아시아 붉은배나무다람쥐(Callosciurus erythraeus)의 이름과 혼동을 일으킬 수 있다.

## 아종
2종의 아종이 아래의 이명과 함께 알려져 있다.
- S. a. aureogaster - 이명 S. a. chrysogaster, S. a. ferruginiventris, S. a. hypopyrrhus, S. a. hypoxanthus, S. a. leucogaster, S. a. maurus, S. a. morio, S. a. mustelinus, S. a. raviventer and S. a. rufiventris
- S. a. nigrescens - 이명 S. a. affinis, S. a. albipes, S. a. cervicalis, S. a. chiapensis, S. a. cocos, S. a. colimensis, S. a. effugius, S. a. frumentor, S. a. griseoflavus, S. a. hernandezi, S. a. hirtus, S. a. leucops, S. a. littoralis, S. a. nelsoni, S. a. nemoralis, S. a. perigrinator, S. a. poliopus, S. a. quercinus, S. a. rufipes, S. a. senex, S. a. socialis, S. a. tepicanus, S. a. varius and S. a. wagneri